# Alberghetto Manfredi

Arma dei Manfredi

Alberghetto Manfredi (febbraio 1222 – Imola, 23 aprile 1275) è stato un nobile italiano.

## Biografia
Era figlio di Alberigo Manfredi, esponente della potente famiglia dei Manfredi di Faenza, fazione guelfa. Combatté contro i ghibellini, aiutati dai bolognesi Lambertazzi, per riprendere il possesso di Faenza, dopo la cacciata della sua famiglia. Durante uno scontro, il 23 aprile 1275, fu disarcionato e calpestato dalla furia dei cavalli. Trasportato a Imola, morì poco dopo.

## Discendenza
Alberghetto sposò Geltrude Belmonte ed ebbero due figli:
- Francesco, I signore di Faenza
- Maddalena, sposò Sebastiano Pepoli